# Товариство білоруської мови імені Франциска Скорини
Товариство білоруської мови імені Франциска Скорини (ТБМ) (біл. Таварыства беларускай мовы імя Францішка Скарыны, Tavarystva biełaruskaj movy imia Franciška Skaryny) — білоруське громадське об'єднання, займається культурно-просвітницькою діяльністю у сфері збереження, відродження і популяризації білоруської мови та білоруської національної культури.
ТБМ має статус республіканського громадського об'єднання, що діє на всій території країни через свої організаційні структури відповідно до Конституцією Республіки Білорусь, Законом Республіки Білорусь «Про громадські об'єднання», Законом «Про мови в Республіці Білорусь», іншими положеннями чинного законодавства та Статуту товариства.

## Історія
Ініціаторами створення ТБМ в 1989 році стали Союз білоруських письменників, Міністерство освіти, Міністерство культури, Інститут мовознавства ім. Я. Коласа НАН Білорусі, Інститут літератури ім. Я. Купали НАН Білорусі, Білоруський фонд культури, Державний комітет з друку, Товариство «Радзіма» («Батьківщина»), Білоруське товариство дружби і культурного зв'язку із зарубіжними країнами, Національна державна телерадіокомпанія Республіки Білорусь.
Членами «ТБМ» засновано кілька регіональних (і зарубіжних) білоруськомовних видань:
1. У 1990 році засновано газету «Наша слова[be-x-old]» («Наше слово»).
2. У 1991 році голова Поставської районної ради ТБМ Михайло Гіль (Міхась Гіль) заснував білоруськомовну газету «Сумежжа» («Прикордоння»).
3. У 1995 році зусиллями осередку ТБМ в Латвії розпочато видання білоруськомовної газети «Прамень» («Промінь»).
4. У листопаді 1997 року вийшов з друку перший номер вісника «Матчын дар» («Материнський дар») Костюковицької районної організації ТБМ.
5. У серпні 1999 року побачив світ перший номер інформаційно-публіцистичного бюлетеня Бешенковицького осередку ТБМ «Кардон» («Кордон»).
6. 25 березня 2002 зареєстрована газета Мінської міської організації ТБМ «Новы Час» («Новий час»). Перший номер газети вийшов 28 серпня 2002 року.

## Діяльність
Товариство регулярно проводить кампанії з білорусизації суспільного життя: вимагає введення оголошень білоруською мовою в громадському транспорті, закликає виробників подавати відомості на упаковці товарів білоруською мовою, вимагає розширення сфери ділового листування білоруською мовою. За згодою організацій виконати зазначені вимоги, ТБМ на безоплатній основі надає послуги з перекладу з російської на білоруську мову необхідних оголошень, етикеток та іншої інформації.
Ситуація, коли на білоруських телеканалах рідко вживається білоруську мову (велика частина інформації подається російською мовою: абсолютна більшість серіалів та художніх фільмів озвучено або дубльовано російською мовою), змусила ТБМ 3 травня 2009 заявити про початок збору підписів з вересня 2009 року за створення повністю білоруськомовного державного телеканалу. За словами голови ТБМ, на початку квітня 2009 року він звернувся до керівника Адміністрації президента Республіки Білорусь Володимира Макея з проханням створити білоруськомовний державний телеканал, оскільки відсутність такого каналу позбавляє громадян цілісного інформаційного простору на рідній мові. Дане звернення було переадресовано до Міністерства інформації, звідки надійшла відповідь від 24 квітня, підписаний міністром Володимиром Русакевич. Владою було заявлено, що створення нового каналу на базі одного з діючих «неминуче призведе до змін на інформаційному полі країни, а також стане причиною чималих фінансових витрат». ТБМ не згодне з такою позицією, оскільки білоруськомовний телеканал також буде мати свою концепцію і свою аудиторію.
У цілому, ТБМ виступає послідовним захисником середньої та вищої освіти білоруською мовою.
14 лютого 1996 на засіданні Гродненської ради ТБМ в рамках міської організації створено громадське об'єднання ТБВШ — Товариство білоруської вищої школи («Таварыства беларускай вышэйшай школы»), — що має своєю метою зміцнення справи білоруськомовного навчання у ВНЗ. Головою обрано професора О. Островського.
Виконуючи просвітницькі функції, ТБМ сприяє створенню програмних продуктів білоруською мовою. Зокрема, 14 травня 2004 року в центрі білоруської культури і мови МДЛУ відбулася презентація першої в Республіці Білорусь професійної програми перевірки орфографії «Літара 1.0» («Буква 1.0»). Цей продукт — результат роботи колективу вчених, мовознавців і практиків. Ідея створення програми належить заступнику голови ТБМ — Сергію Крючкову. Технічна реалізація — науковий співробітник Інституту електроніки НАН Білорусі, Федір Піскунов.
12 вересня 1999 розпочала свою діяльність бібліотека Книжкового клубу ТБМ.
Чинний голова товариства — Олег Трусов.